# Краснодонецкое сельское поселение
Краснодоне́цкое се́льское поселе́ние — муниципальное образование в Белокалитвинском районе Ростовской области Российской Федерации.
Административный центр — станица Краснодонецкая.

## История
Статус и границы сельского поселения установлены Областным Законом Ростовской области от 14 декабря 2004 года № 218-ЗС «Об установлении границ и наделении соответствующим статусом муниципального образования Белокалитвинский район и муниципальных образований в его составе».

## Население
| 2010  | 2012  | 2013  | 2014  | 2015  | 2016  | 2017  | 2018  | 2019  |
| ----- | ----- | ----- | ----- | ----- | ----- | ----- | ----- | ----- |
| 3144  | ↘3071 | ↘2950 | ↘2847 | ↘2755 | ↘2717 | ↘2674 | ↘2625 | ↘2556 |
| 2020  | 2021  |       |       |       |       |       |       |       |
| ↘2528 | ↘2489 |       |       |       |       |       |       |       |

## Состав сельского поселения
| №  | Населённый пункт    | Тип населённого пункта          | Население |
| -- | ------------------- | ------------------------------- | --------- |
| 1  | Богатов             | хутор                           | ↘607      |
| 2  | Красноводский       | посёлок                         | ↘0        |
| 3  | Краснодонецкая      | станица, административный центр | ↘1164     |
| 4  | Насонтов            | хутор                           | ↘413      |
| 5  | Наумов              | хутор                           | ↗78       |
| 6  | Нижнесеребряковский | хутор                           | ↘534      |
| 7  | Ольховчик           | хутор                           | ↘0        |
| 8  | Романов             | хутор                           | ↘78       |
| 9  | Усть-Быстрый        | хутор                           | ↘245      |
| 10 | Янов                | хутор                           | ↗25       |